# Robert W. Miers

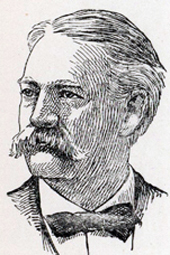
Robert W. Miers

Robert Walter Miers (* 27. Januar 1848 in Greensburg, Decatur County, Indiana; † 20. Februar 1930 in Martinsville, Indiana) war ein US-amerikanischer Politiker. Zwischen 1897 und 1905 vertrat er den Bundesstaat Indiana im US-Repräsentantenhaus.

## Werdegang
Robert Miers besuchte die öffentlichen Schulen seiner Heimat. Anschließend studierte er bis 1871 an der Indiana University in Bloomington unter anderem Jura. Nach seiner im Jahr 1872 erfolgten Zulassung als Rechtsanwalt begann er in Bloomington in diesem Beruf zu arbeiten. Zwischen 1875 und 1879 fungierte Miers als Staatsanwalt im zehnten Gerichtsbezirk seines Staates. Von 1879 bis 1897 gehörte er dem Kuratorium der Indiana University an. Zwischen 1883 und 1896 war Miers Richter im zehnten Gerichtsbezirk.
Politisch war er Mitglied der Demokratischen Partei. 1879 saß er als Abgeordneter im Repräsentantenhaus von Indiana. In den Jahren 1886 und 1888 bewarb er sich erfolglos für den Posten des Secretary of State von Indiana. Bei den Kongresswahlen des Jahres 1896 wurde er im zweiten Wahlbezirk seines Staates in das US-Repräsentantenhaus in Washington, D.C. gewählt, wo er am 4. März 1897 die Nachfolge von Alexander M. Hardy antrat. Nach drei Wiederwahlen konnte er bis zum 3. März 1905 vier Legislaturperioden im Kongress absolvieren. In diese Zeit fiel der Spanisch-Amerikanische Krieg. Im Jahr 1904 wurde Robert Miers nicht erneut bestätigt.
Nach seinem Ausscheiden aus dem US-Repräsentantenhaus praktizierte Miers wieder als Anwalt. Zwischen 1914 und 1920 war er erneut Richter im zehnten Gerichtsbezirk. Danach arbeitete er bis 1928 nochmals als Rechtsanwalt. Er starb am 20. Februar 1930 während eines Besuchs in Martinsville.